# هدالة ذات ورق سهمي
هدالة ذات ورق سهمي أو طوياء ذات ورق سهمي (الاسم العلمي: Plicosepalus sagittifolius)، نوع من نباتات الطفيلية الخشبية، ذات تركيب ضوئي، تنمو على فروع معظم أنواع الطلح عن طريق استغلال الجذورها. توجد في منطقة واسعة في شرق إفريقيا المدارية، من جنوب إفريقيا (شرق ترانسفال)، زامبيا، ملاوي، والمناطق الساحلية من جنوب الصومال عبر كينيا وتنزانيا إلى شمال موزمبيق، ومن الداخل البلاد إلى منطقة وادي ريفت من جنوب إثيوبيا عبر كينيا وأوغندا إلى جنوب تنزانيا.